# 愛知梅花三十三箇所観音霊場
愛知梅花三十三箇所観音霊場（あいちばいかさんじゅうさんかしょかんのんれいじょう）は、愛知県にある曹洞宗の寺院による霊場。1987年（昭和62年）に設立された。

## 霊場一覧
| 札番       | 山号     | 寺院名 | 宗派・寺格 | 所在地                           |
| ---------- | -------- | ------ | ---------- | -------------------------------- |
| 第一番     | 黄梅山   | 渭信寺 | 曹洞宗     | 愛知県岡崎市上衣文町字神五鞍30   |
| 第二番     | 海岸山   | 聖禅寺 | 曹洞宗     | 愛知県岡崎市大和町字中切14-1     |
| 第三番     | 芙蓉山   | 蓮華寺 | 曹洞宗     | 愛知県岡崎市西本郷町字和志山93   |
| 第四番     | 普明山   | 歓喜院 | 曹洞宗     | 愛知県安城市弁天町1-22           |
| 第五番     | 明晶山   | 太平寺 | 曹洞宗     | 愛知県安城市大東町25-4           |
| 第六番     | 今岡山   | 洞隣寺 | 曹洞宗     | 愛知県刈谷市今岡町日向14         |
| 第七番     | 慈雲山   | 安楽寺 | 曹洞宗     | 愛知県刈谷市小垣江南屋敷132      |
| 第八番     | 瑠璃光山 | 妙法寺 | 曹洞宗     | 愛知県知多郡東浦町森岡杉の内46   |
| 第九番     | 萬年山   | 常福寺 | 曹洞宗     | 愛知県大府市吉田町北向52         |
| 第十番     | 正法寺   | 長澤寺 | 曹洞宗     | 愛知県大府市森岡町神田43         |
| 第十一番   | 共和山   | 東光寺 | 曹洞宗     | 愛知県大府市共和町5-192          |
| 第十二番   | 醫王山   | 薬師寺 | 曹洞宗     | 愛知県東海市名和町北本郷31       |
| 第十三番   | 尭鳳山   | 長光寺 | 曹洞宗     | 愛知県東海市名和町榎戸4          |
| 第十四番   | 如意山   | 宝珠寺 | 曹洞宗     | 愛知県東海市富木島町貴船12       |
| 第十五番   | 瑞雲山   | 玄猷寺 | 曹洞宗     | 愛知県東海市富木島町北島28       |
| 第十六番   | 玉應山   | 龍雲院 | 曹洞宗     | 愛知県東海市大田町蟹田105        |
| 第十七番   | 法幢山   | 普済寺 | 曹洞宗     | 愛知県東海市加木屋町西御門23     |
| 第十八番   | 長松山   | 正盛院 | 曹洞宗     | 愛知県知多郡阿久比町草木草出口7  |
| 第十九番   | 大光山   | 安楽寺 | 曹洞宗     | 愛知県常滑市苅谷深田20           |
| 第二十番   | 年山     | 玉泉寺 | 曹洞宗     | 愛知県常滑市大谷浜条5            |
| 第二十一番 | 天龍山   | 宝珠院 | 曹洞宗     | 愛知県常滑市小鈴谷亀井戸62       |
| 第二十二番 | 乳竇山   | 報恩寺 | 曹洞宗     | 愛知県知多郡美浜町奥田会下前39   |
| 第二十三番 | 圓覚山   | 永晶寺 | 曹洞宗     | 愛知県知多郡南知多町海打越97     |
| 第二十四番 | 長泉山   | 龍江寺 | 曹洞宗     | 愛知県知多郡南知多町山海欠ケ前57 |
| 第二十五番 | 池水山   | 正衆寺 | 曹洞宗     | 愛知県知多郡南知多町豊浜会下坪3  |
| 第二十六番 | 真嶽山   | 長福寺 | 曹洞宗     | 愛知県知多郡南知多町豊丘向海戸1  |
| 第二十七番 | 倦翁山   | 長寿寺 | 曹洞宗     | 愛知県知多郡南知多町豊丘本郷85   |
| 第二十八番 | 龍華山   | 弥勒寺 | 曹洞宗     | 愛知県知多郡美浜町北方西側16     |
| 第二十九番 | 梨渓山   | 心月斎 | 曹洞宗     | 愛知県知多郡美浜町布土明山17     |
| 第三十番   | 龍渓山   | 洞雲院 | 曹洞宗     | 愛知県知多郡阿久比町卯坂字英比67 |
| 第三十一番 | 圓通山   | 興昌寺 | 曹洞宗     | 愛知県知多郡阿久比町福住東脇10   |
| 第三十二番 | 徳應山   | 福住寺 | 曹洞宗     | 愛知県半田市有脇町6-18           |
| 第三十三番 | 石雲山   | 増福寺 | 曹洞宗     | 愛知県知多郡東浦町石浜北庚申坊2  |